# François Duchesneau
François Duchesneau (* 1943 in Montreal) ist ein kanadischer Wissenschafts- und Philosophiehistoriker, der sich insbesondere mit Philosophie und Geschichte der Biologie vom 17. bis 19. Jahrhundert und der Philosophie von Gottfried Wilhelm Leibniz befasst. Er ist Hochschullehrer an der Universität Montreal.
Duchesneau studierte in Paris mit dem Ziel der Agrégation in Philosophie und wurde an der Sorbonne in Philosophie promoviert. Er war zunächst 1971 bis 1979 Professor für Philosophie an der Universität Ottawa und dann in Montreal. Er war dort Direktor der Abteilung Philosophie, Vizedekan der Faculty of Arts and Sciences und Vizerektor für Planung und auswärtige Angelegenheiten.
Duchesneau war Herausgeber von Dialogue. Er war Gastprofessor an der Universität Löwen (Mercier Lehrstuhl), an der Sorbonne, an der École des Hautes Études en Sciences Sociales in Paris und an der University of Alberta.
Eines seiner Hauptwerke ist über die „Geschichte der Physiologie im 18. Jahrhundert“, von 1982.
1992 erhielt er den Prix Acfas André-Laurendeau der Association francophone pour le savoir und 2003 den Killam Preis. 1984 wurde er Fellow der Royal Society of Canada. Er war Präsident der kanadischen „Gesellschaft für Wissenschaftsgeschichte und -philosophie“.

## Schriften
- L’empirisme de Locke. Nijhoff, Kluwer, Den Haag 1973
- La physiologie des Lumières. Empirisme, modèles et théories. Archives internationales d’histoire des idées, 95. Kluwer, Den Haag 1982
- Genèse de la théorie cellulaire. Vrin, Paris und Bellarmin, Montreal 1987
- La dynamique de Leibniz. Vrin, Paris 1994
- Leibniz et la méthode de la science. Presses Universitaires de France PUF, Paris 1993
- Philosophie de la biologie, Presses Universitaires de France, Paris 1997
- Les modèles du vivant de Descartes à Leibniz. Vrin, Paris 1998
- Leibniz: le vivant et l’organisme. Vrin, Paris 2010